# Nikolaus Federmann

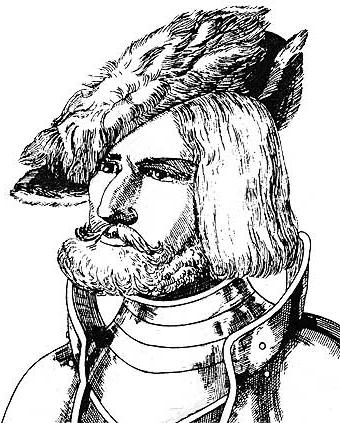
Nikolaus Federmann

Nikolaus Federmann (ur. ok. 1500 w Ulm, zm. w lutym 1542 w Gandawie) – niemiecki konkwistador. W latach 1530–1531 służbie domu Welserów na terenie dzisiejszej Wenezueli. W 1535 udał się ponownie do Wenezueli, gdzie w 1536 wyruszył w głąb lądu w poszukiwaniu legendarnego El Dorado. W 1539 roku dotarł do wyżyny Bogota. Po złupieniu Czibczów (Muisca) wrócił na wybrzeże. Swoje wyprawy opisał w pracy Indianischen Historia (1557).